# Урбонавичюс, Мячис Валерийонович
Мячис (Мечисловас) Валерийонович Урбонавичюс — советский литовский хозяйственный деятель, Герой Социалистического Труда.

## Биография
Родился в 1922 году в Пузайсю. Член КПСС с года.
Участник Великой Отечественной войны
В 1947—1950 — заведующий библиотекой села Ванджогалос Каунасского района Литовской ССР.
В 1950—1956 — страховой агент Кедайнского финансового отдела.
В 1956—1980 — председатель ревизионной комиссии, бригадир колхоза «Риту аушра» Кедайнского района Литовской ССР.
Указом Президиума Верховного Совета СССР от 23 июня 1966 года присвоено звание Героя Социалистического Труда с вручением ордена Ленина и золотой медали «Серп и Молот».
Умер в 1987 году в Лабунаве.

## Награды и звания
- Герой Социалистического Труда (23.06.1966)
- Орден Ленина (23.06.1966)